# Alfred Laubmann
Alfred Louis Laubmann (* 20. Oktober 1886 in Kaufbeuren; † 18. Oktober 1965 in München) war ein deutscher Ornithologe.

## Leben und Wirken
Sein Vater war der Kaufmann Eugen Laubmann. Seine Mutter hieß Ida geb. Schaefer. Von 1891 bis 1897 besuchte er die Volksschule in Kaufbeuren und wechselte anschließend an das Wilhelmsgymnasium München, das er 1906 mit dem Abitur abschloss. Nach der Schule studierte er von 1906 bis 1911 an der Ludwig-Maximilians-Universität München Naturwissenschaften mit Schwerpunkt Zoologie. Hier promovierte er unter  Richard von Hertwig mit der Dissertationsarbeit Untersuchungen über die Hautsinnesorgane decapoder Krebse aus der Gruppe der Carididen. Im Jahr 1912 heiratete er Elisabeth Mayer. Während des  Sommersemesters 1910 hielt sich Laubmann im Rahmen seiner Promotion zu meereszoologischen Untersuchungen an der Station biologique de Roscoff auf. Im Frühjahr 1911 bekam er von der Direktion der Zoologischen Staatssammlung den Auftrag, die von Gottfried Merzbacher (1843–1926) in den Jahren 1907 und 1908 in Tian Shan gesammelten Vogelbälge zu bearbeiten. Die Ergebnisse der Untersuchungen publizierte er 1914. Obwohl er in München lebte, verlor er seine Heimat, das Allgäu, nie aus den Augen und publizierte immer wieder über die Avifauna aus dieser Region.
An der Zoologischen Staatssammlung arbeitete er über ein Jahrzehnt unter der Leitung Carl Eduard Hellmayrs als wissenschaftlicher Assistent. In dieser Zeit wurde von Hellmayr auch Erwin Stresemann  angestellt. Als Hellmayer 1922 in die Vereinigten Staaten zog, wurde Laubmann zum Leiter der ornithologischen Abteilung befördert. 1926 wurde er zum Kurator befördert und 1927 mit dem Titel eines Professors ausgezeichnet. Seine eigene wertvolle Vogelsammlung, die aus ca. 6000 Bälgen bestand, stifte er dem Staat. Unter den wohl bedeutendsten Publikationen waren das zweibändige Werk Die Vögel von Paraguay und seine verschiedenen Studien über die Eisvögel.
Seine Forschungen beschäftigten vorwiegend mit systematischen Fragen, so dass es auch heute noch Arten und Unterarten gibt, die mit seinem Namen verbunden sind. Trotzdem kümmerte er sich auch um faunistische Aspekte. Zusammen mit Carl Renz und seiner Frau Elisabeth ging er auf eine Griechenland-Expedition, für die er sich extra von seinem Chef Ludwig Döderlein beurlauben ließ. Das Ergebnis der Reise erschien 1927 unter dem Titel Zur Ornithologie der Ionischen Inseln. Die Publikationen Ornithologische Beobachtungen aus dem Gebiet des Maisinger Sees oder Kraniche am Südrand von München zeigen, dass er sich ebenso gerne mit seiner unmittelbaren Umgebung auseinandersetzte.
Der Ornithologischen Gesellschaft in Bayern trat er bereits 1907 bei. Zwischen 1913 und 1921 agierte er dort als stellvertretender Sekretär, ab 1922 als Generalsekretär, Schriftleiter und Herausgeber von Verhandlungen der Ornithologischen Gesellschaft in Bayern und Anzeiger der Ornithologischen Gesellschaft in Bayern. Ihm ist es zu verdanken, dass das Niveau der Zeitschriften hoch gehalten wurde und die Publikationsorgane der Gesellschaft gleich über zwei Weltkriege gerettet wurden. Gleichzeitig war er in ständigem Austausch mit anderen angesehenen Ornithologen aus dem In- und Ausland. Einer seiner Freunde wurde im Jahre 1928 Walter Wüst, der ihm damals als Student vom Ismaninger Teichgebiet berichtete und schließlich einen Nachruf auf den Verstorbenen schrieb. Für einen anderen, Josef Gengler, schrieb er 1933 einen Nachruf. Im Januar 1962 gab er die Verantwortung für die Zeitschriften ab, und Einhard Bezzel übernahm die Nachfolge.
1951 ging Laubmann in den verdienten Ruhestand, ohne jedoch die Ornithologie aus den Augen zu verlieren. Seine Position bei der Zoologischen Staatssammlung übernahm Gerd Diesselhorst.

## Mitgliedschaften und Ehrungen
Laubmann war Mitglied des International Ornithological Committee, seit 1925 Ehrenmitglied der Société Ornithologique de France, seit 1930 des Club van Nederlandse Vogelkundigen, seit 1935 des Ungarischen Ornithologischen Institutes, des Naturwissenschaftlichen Verein für Schwaben in Augsburg, seit 1923 korrespondierendes Mitglied der American Ornithologists’ Union, seit 1933 korrespondierendes Mitglied der Sociedad Ornitológica del Plata und seit 1935 Beiratsmitglied der Deutschen Ornithologen-Gesellschaft.

## Erstbeschreibungen durch Alfred Louis Laubmann

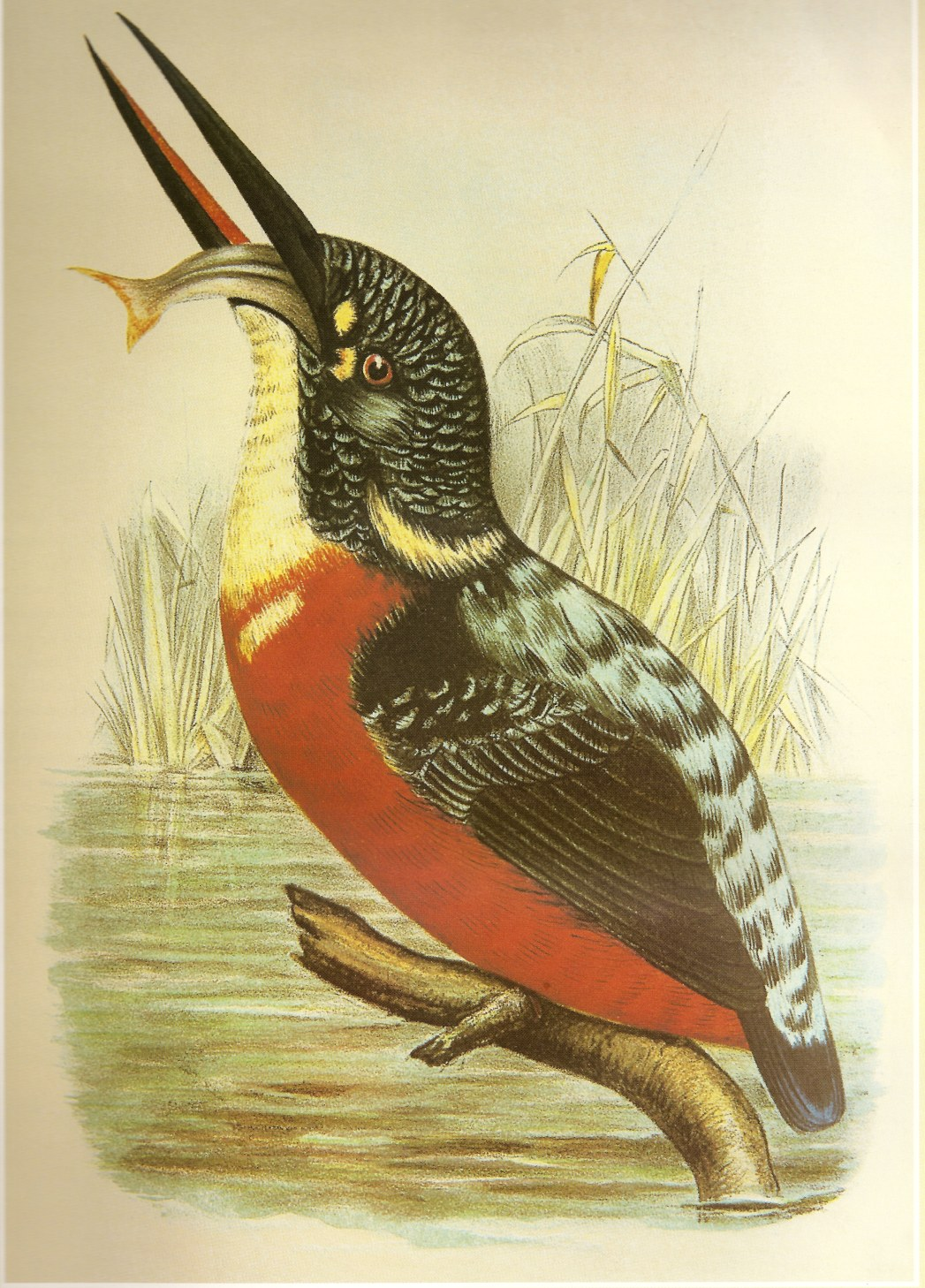
Herkuleseisvogel

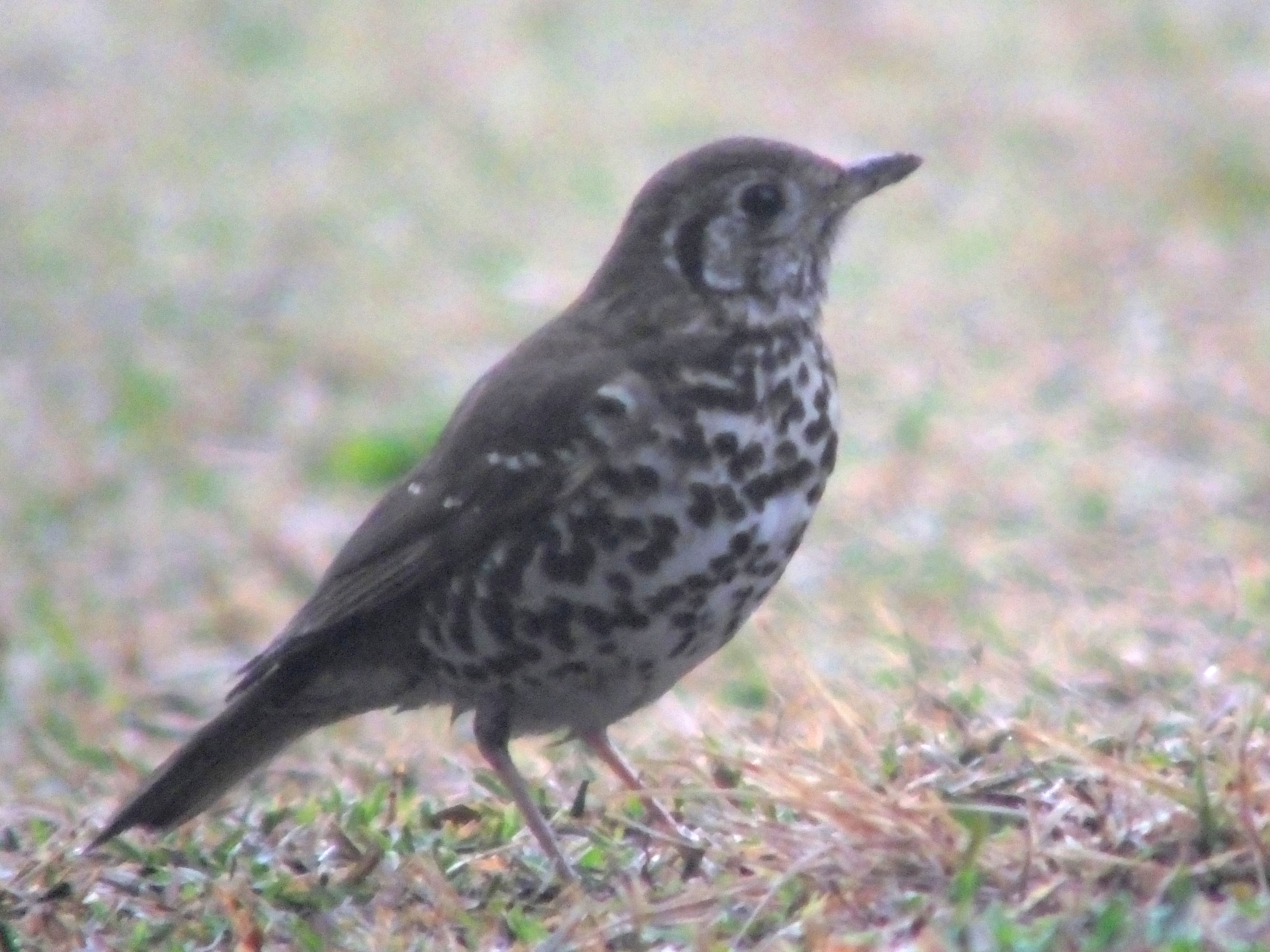
Chinasingdrossel

Zu den neuen Arten und Unterarten von Laubmann gehören chronologisch u. a.:

### Arten
- Herkuleseisvogel (Alcedo hercules Laubmann, 1917)
- Chinasingdrossel (Otocichla mupinensis Laubmann, 1920)

### Unterarten
- Eichelhäher (Garrulus glandarius corsicanus Laubmann, 1912)
- Glanzkrähe (Corvus splendens zugmayeri Laubmann, 1913)
- Rotlappenkiebitz (Vanellus indicus aigneri (Laubmann, 1913))
- Bennettschwalm (Aegotheles bennettii wiedenfeldi Laubmann, 1914)
- Karmingimpel (Erythrina erythrina kubanensis Laubmann, 1915)
- Zippammer (Emberiza cia prageri Laubmann, 1915)
- Kapkrähe (Corvus capensis kordofanensis Laubmann, 1919)
- Melanesienliest (Todiramphus tristrami stresemanni (Laubmann, 1923))
- Kobalteisvogel (Alcedo semitorquata heuglini Laubmann, 1925)
- Braunliest (Halcyon smyrnensis fokiensis Laubmann & Götz, 1926)
- Fichtenkreuzschnabel (Loxia curvirostra tianschanica Laubmann, 1927)
- Grünfischer (Chloroceryle americana mathewsii Laubmann, 1927)
- Rotrücken-Sensenschnabel (Campylorhamphus trochilirostris hellmayri Laubmann, 1930)
- Goldschulterstärling (Agelasticus thilius petersii (Laubmann, 1934))
- Brustband-Eisvogel (Alcedo euryzona peninsulae Laubmann, 1941)
- Grünfischer (Chloroceryle americana hachisukai (Laubmann, 1941))

## Dedikationsnamen
Carl Eduard Hellmayr und Josef von Seilern und Aspang ehrten ihn 1915 im Namen einer Unterart des Gelbbauch-Kernknackers (Pheucticus chrysogaster laubmanni). Hermann Grote benannte 1933 eine Unterart des Halsbandliests (Todiramphus chloris laubmannianus) zu seinen Ehren. Erwin Stresemann beschrieb mit Pica pica laubmanni ein Synonym für die Elster-Unterart (Pica pica bactriana ), Gregory Macalister Mathews 1925 mit Alcedo laubmanni ein Synonym für die Menintingeisvogel-Unterart (Alcedo meninting coltarti), Adolf von Jordans 1928 mit Alectoris rufa laubmanni ein Synonym für die Rothuhn-Unterart (Alectoris rufa intercedens), Oscar Neumann 1933 mit Crypturellus obsoletus laubmanni ein Synonym für den Kastanientinamu (Crypturellus obsoletus), Vladimir Sergeyevich Stakhanov 1929 mit Emberiza fucata laubmanni ein Synonym für den Bandammer (Emberiza fucata) und Wilhelm Heinrich Jakob Götz (1902–1979) beschrieb 1923 mit Dryobates medius laubmanni ein Synonym für eine Unterart des Mittelspechts (Dendrocopos medius caucasicus (Bianchi, 1904)) sowie eine Unterart der Falkenlibelle unter dem Namen Cordulia aenea laubmanni.

## Publikationen (Auswahl)
- Über Farbvarietäten bei Picus viridis. In: Ornithologische Monatsberichte. Band 17, Nr. 7/8, 1913, S. 112–113 (biodiversitylibrary.org).
- Beiträge zur Avifauna Bayerns. In: Ornithologisches Jahrbuch. Organ für das palaerktische Faunengebiet. Band 22, Nr. 1, 1912, S. 51–63 (zobodat.at [PDF; 655 kB]).
- Zwei neue paläarktische Formen. In: Verhandlungen der Ornithologischen Gesellschaft in Bayern. Band 11, 1912, S. 164–165 (biodiversitylibrary.org).
- Über eine neue Rabenform aus Beluchistan Formen Corvus splendens zugmayeri subsp. nov. In: Ornithologische Monatsberichte. Band 21, Nr. 6, 1913, S. 93–94 (biodiversitylibrary.org).
- Untersuchungen über die Hautsinnesorgane decapoder Krebse aus der Gruppe der Carididen. In: Zoologische Jahrbücher. Abteilung für Anatomie und Ontogenie der Tiere. Band 35, 1913, S. 105–160 (biodiversitylibrary.org).
- Eine neue Form aus Baluchistan Sarcogrammus indicus aigneri subsp. nov. In: Falco: unregelmäßig im Anschluss an das Werk "Berajah, Zoographia infinita" erscheinende Zeitschrift. Band 9, Nr. 2, 1913, S. 30–31 (biodiversitylibrary.org).
- Wissenschaftliche Ergebnisse der Reise von Dr. Erich Zugmayer in Balutschistan 1911 Vögel. In: Abhandlungen der Bayerischen Akademie der Wissenschaften. Band 26, 1914, S. 1–173 (zobodat.at [PDF; 4,6 MB]).
- Wissenschaftliche Ergebnisse der Reise von Prof. Dr. G. Merzbacher im zentralen und östlichen Thian-Schan 1907/8. In: Abhandlungen der Bayerischen Akademie der Wissenschaften. Band 26, 1914, S. 1–105 (zobodat.at [PDF; 6,7 MB]).
- Aegotheles bennettii wiedenfeldi subsp. nov. In: Ornithologische Monatsberichte. Band 22, Nr. 1, 1914, S. 7–8 (biodiversitylibrary.org).
- Zwei neue Formen aus dem Kaukasus. In: Verhandlungen der Ornithologischen Gesellschaft in Bayern. Band 12, Nr. 2, 1915, S. 93–102 (biodiversitylibrary.org).
- Ornithologische Beobachtungen aus dem Gebiet des Maisinger Sees. In: Verhandlungen der Ornithologischen Gesellschaft in Bayern. Band 12, Nr. 4, 1916, S. 242–261 (zobodat.at [PDF; 1,7 MB]).
- Ein neuer Name für Alcedo grandis Blyth. In: Verhandlungen der Ornithologischen Gesellschaft in Bayern. Band 13, Nr. 1, 1917, S. 105 (biodiversitylibrary.org).
- Ein neuer Name für Turdus auritus Verr. In: Ornithologische Monatsberichte. Band 28, Nr. 1/2, 1917, S. 17 (biodiversitylibrary.org).
- Bemerkungen über einige bisher übersehene Namen Chr. L. Brehm's. In: Verhandlungen der Ornithologischen Gesellschaft in Bayern. Band 14, Nr. 1, 1919, S. 103–106 (biodiversitylibrary.org).
- Neue Formen aus der Gruppe der Alcediniden. In: Verhandlungen der Ornithologischen Gesellschaft in Bayern. Band 15, Nr. 4, 1923, S. 390–392 (biodiversitylibrary.org).
- Ueber eine neue Rasse von Alcedo semitorquata Swain. In: Anzeiger der Ornithologische Gesellschaft in Bayern. Band 1, Nr. 9, 1925, S. 74–75 (zobodat.at [PDF; 370 kB]).
- Dr. Josef Gengler (1863–1931). In: Verhandlungen der Ornithologischen Gesellschaft in Bayern. Band 19, Nr. 2/3, 1931, S. 380–383 (zobodat.at [PDF; 390 kB]).
- Die Eisvögel der Insel Sumatra; Versuch einer monographischen Darstellung. Nicolaische Verlags-Buchhandlung, Berlin 1925.
- mit Wilhelm Heinrich Jakob Götz: Neue Beiträge zur Ornithologie von Südost-China. In: Verhandlungen der Ornithologischen Gesellschaft in Bayern. Band 17, Nr. 1/2, 1926, S. 36–58 (zobodat.at [PDF; 675 kB]).
- Alcedinidologische Bemerkungen zu G.M. Mathew’s Arbeit in “The Austral Avian Record” Vol. V, No. 4. In: Verhandlungen der Ornithologischen Gesellschaft in Bayern. Band 17, Nr. 3, 1927, S. 125–128 (zobodat.at [PDF; 531 kB]).
- Zur Ornithologie der Ionischen Inseln. In: Verhandlungen der Ornithologischen Gesellschaft in Bayern. Band 17, Nr. 4, 1927, S. 291–376.
- in Hans Krieg: Vögel in Wissenschaftliche Ergebnisse der Deutschen Gran Chaco-Expedition. Strecker und Schröder, Stuttgart 1930.
- Beiträge zur Kenntnis des Formenkreises Furnarius rufus. In: Verhandlungen der Ornithologischen Gesellschaft in Bayern. Band 20, Nr. 1, 1933, S. 153–161 (zobodat.at [PDF; 613 kB]).
- Beiträge zur Kenntnis des Formenkreises Furnarius rufus. In: Weitere Beiträge zur Avifauna Argentiniens. Band 20, Nr. 2/3, 1934, S. 249–336.
- Nomina mutanda Alcedinidarum. In: Verhandlungen der Ornithologischen Gesellschaft in Bayern. Band 22, Nr. 1, 1940, S. 165–166 (zobodat.at [PDF; 410 kB]).
- Die Vögel von Paraguay. Wissenschaftliche Ergebnisse der Deutschen Gran Chaco-Expedition. Band 1. Verlag von Strecker und Schröder, Stuttgart 1940.
- Die Vögel von Paraguay. Wissenschaftliche Ergebnisse der Deutschen Gran Chaco-Expedition. Band 2. Verlag von Strecker und Schröder, Stuttgart 1941.
- Kraniche am Südrand von München. In: Anzeiger der ornithologischen Gesellschaft Bayerns. Band 4, Nr. 8, 1957, S. 711 (zobodat.at [PDF; 800 kB]).